# NGC 6198
NGC 6198 (другие обозначения — UGC 10467, MCG 10-24-3, ZWG 299.7, NPM1G +57.0212, PGC 58554) — эллиптическая галактика (E) в созвездии Дракон.
Этот объект входит в число перечисленных в оригинальной редакции «Нового общего каталога».